# Antoine Sénanque
Antoine Sénanque est le nom de plume d’un neurologue et écrivain français né le 11 février 1959.

## Biographie
Antoine Sénanque s'oriente d'abord vers une carrière de médecin. Spécialisé en neurologie, notamment de la sclérose latérale amyotrophique, il exerce d'abord des fonctions hospitalières avant d'ouvrir un cabinet.
Son premier livre, Blouse (2004), récit au vitriol de ses souvenirs de jeune médecin, crée la polémique.
La Grande Garde, prix Jean-Bernard 2007, suit l'itinéraire d'un jeune interne confronté à une erreur médicale au cours d'une garde de neurochirurgie,.
L’Ami de jeunesse (2008), lauréat du prix littéraire des Hebdos en Région en 2009 et du prix Découverte Figaro Magazine, marque une rupture avec les thèmes médicaux. L'histoire est celle de deux amis quadragénaires décidant de changer de vie et qui vont reprendre leurs études dans une succession de situations burlesques et émouvantes.
L’Homme mouillé (2010) décrit l'étrange destin de Pal Vadas, fonctionnaire hongrois qui à la veille de la Seconde Guerre mondiale, développe les symptômes d'une maladie inconnue qui évolue au rythme des grands événements politiques.
Retour à la comédie avec Salut Marie (2012), où un vétérinaire incroyant voit sa vie se transformer après une apparition de la Vierge qu'il n'a jamais souhaitée.
Jonathan Weakshield (2016) est un roman policier historique se déroulant dans le milieu de la pègre londonienne de la fin du XIXe siècle.

## Œuvres
- Blouse, Éditions Grasset et Fasquelle, 2004, 336 p.  (ISBN 2-246-66421-7) ; réédition, LGF, coll. « Le Livre de poche » no 31948, 2010  (ISBN 978-2-253-12986-8)
- La Grande Garde, Éditions Grasset et Fasquelle, 2007, 229 p.  (ISBN 978-2-246-71721-8)[6] ; réédition, LGF, coll. « Le Livre de poche » no 31093, 2008  (ISBN 978-2-253-12620-1) Prix Jean-Bernard 2007
- L’Ami de jeunesse, Éditions Grasset et Fasquelle, 2008, 332 p.  (ISBN 978-2-246-73861-9)[7] ; réédition, LGF, coll. « Le Livre de poche » no 31757, 2010  (ISBN 978-2-253-12768-0) Prix littéraire des Hebdos en Région en 2009[5]
- L’Homme mouillé, Éditions Grasset et Fasquelle, 2010, 203 p.  (ISBN 978-2-246-77561-4)[8] ; réédition, LGF, coll. « Le Livre de poche » no 32752, 2012  (ISBN 978-2-253-16205-6)
- Salut Marie, Éditions Grasset et Fasquelle, 2012, 251 p.  (ISBN 978-2-246-79822-4)[9],[10] ; réédition, LGF, coll. « Le Livre de poche » no 33389, 2014  (ISBN 978-2-253-17669-5) Prix Version Femina 2013[11]
- Étienne regrette, Éditions Grasset et Fasquelle, 2014, 240 p.  (ISBN 978-2-246-81130-5)
- Jonathan Weakshield, Éditions Grasset et Fasquelle, 2016, 384 p.  (ISBN 978-2-246-81202-9) ; réédition, LGF, coll. « Le Livre de poche » no 34982, 2018  (ISBN 978-2-253-07015-3)
- Guérir quand c'est impossible, Éditions Marabout, 2018, 256 p.  (ISBN 978-2-501-12686-1)
- Que sont nos amis devenus ?, Éditions Grasset et Fasquelle, 2020, 224 p.  (ISBN 978-2-246-82354-4)
- Croix de cendre, Éditions Grasset et Fasquelle, 2023, 432 p.  (ISBN 978-2-246-83266-9)[12] lauréat du prix Choix Goncourt de la Pologne décerné à Cracovie (Pologne) en octobre 2023